# جيمي راسيل (لاعب كرة قدم أسترالية)
جيمي راسيل (بالإنجليزية: Jimmy Russell)‏ هو لاعب كرة قدم أسترالية أسترالي، ولد في 29 أغسطس 1879 في Balranald ‏ في أستراليا، وتوفي في 6 أغسطس 1925 في Heidelberg, Victoria ‏ في أستراليا.

## وصلات خارجية
- جيمي راسيل على موقع AustralianFootball.com (الإنجليزية)
- جيمي راسيل على موقع AFLtables.com (الإنجليزية)